# Juan Alfonso Tello, VI. Graf von Barcelos
Juan Alfonso Tello, «der Jüngere» (* 14. Jahrhundert –  † 14. August 1385 in der Schlacht von Aljubarrota), genannt João Afonso Telo auf Portugiesisch, Ricohombre, Mitglied der Linie der Téllez de Meneses und, folglich, Nachfahre von Tello Pérez de Meneses, war Festungskommandant von Lissabon 1372, Admiral von Portugal seit 1375/76 und VI. Graf von Barcelós.

## Biografie
Sein Vater war Martín Alfonso Téllez de Meneses  – Hofmeister der Königin María von Portugal, Ehefrau des Königs Alfons XI von Kastilien –, der auf Befehl von Peter I. von Kastilien 1356 ermordet wurde. Martín Alfonso war verheiratet mit Aldonza Anes de Vasconcelos, Tochter von Juan Méndes de Vasconcelos, Oberbürgermeister von Estremoz und von Aldara Alfonso Alcoforado. Er hatte mehrere Geschwister, darunter Leonor Téllez de Meneses, Königin aufgrund ihrer Heirat mit Ferdinand I. von Portugal. Er war anwesend, als die Ferdinandinische Kriege, die durch den Anspruch des Königs auf den kastilischen Thron entfacht wurden, stattfanden.

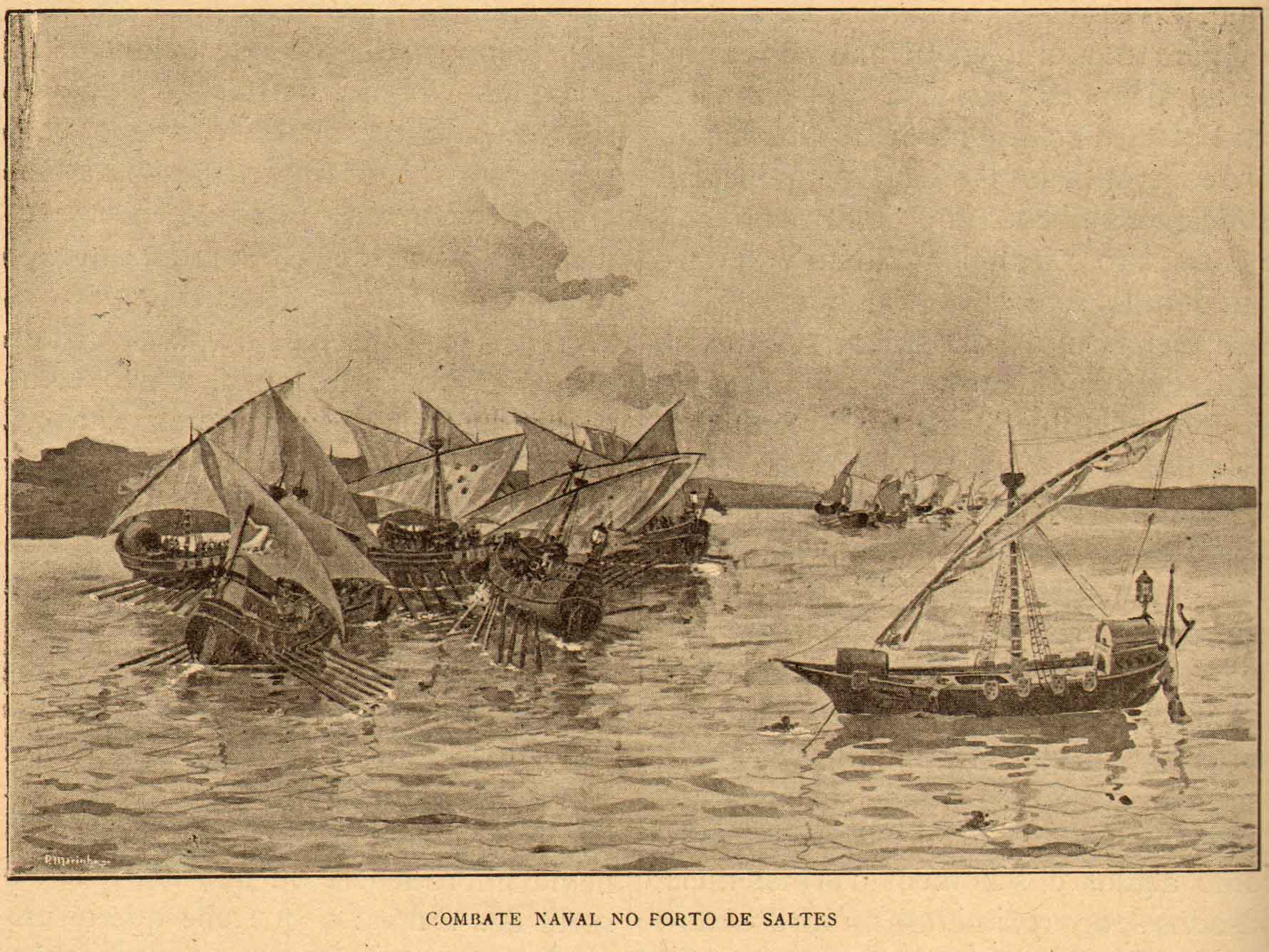
Die Seeschlacht vor Saltés (1381)

Nach dem Zweiten Ferdinandinischen Krieg wurde Alfonso Tello wie mehrere andere, vorübergehend eine Geisel des Königs von Kastilien Heinrich II. als Teil des darauffolgenden Friedensvertrages mit dem Königreich Kastilien, damit der kastilische König sich vergewissern konnte, dass die Bedingungen des Vertrages von Ferdinand I. von Portugal erfüllt werden. Er wurde so, aufgrund seiner wichtigen Stellung, wie die anderen, die auch als Geisel fungierten, unter diesen Umständen eine Garantie für Heinrich II. gegenüber Ferdinand I, damit er den Vertrag erfüllt, was er auch tat. Nach der Erfüllung der Friedensbedingungen von Seiten Ferdinands wurde er befreit und wurde später Oberbefehlshaber der Flotte an Stelle von Lanzarote Pessanha, der auch Geisel bei Heinrich II. wegen desselben Grundes war. Dies geschah aufgrund der Niederlage Pessanhas in der entscheidenden Seeschlacht von Lissabon (1373) während des Krieges, in der man ihm die Schuld für das Geschehene gab aufgrund seiner zögerlichen Haltung während des Ereignisses.
Während des Dritten Ferdinandinischen Krieges, in der Portugal vom Königreich England massiv unterstützt wurde, hatte Alfonso Tello den Befehl über die portugiesischen Flotte während der Schlacht vor Saltés. Es war eine Schlacht, die am 17. Juli 1381 gegen die kastilische Flotte geführt wurde und in der Fernando Sánchez de Tovar den Oberbefehl über die kastilische Flotte hatte. In dieser Schlacht wurde die portugiesische Flotte vernichtend geschlagen, was zur Vernichtung der offensiven Möglichkeiten der portugiesischen Flotte und auch, bis auf Weiteres, zur unwiderruflichen Bestätigung der Oberhoheit der kastilischen Flotte im Atlantik führte. Der berühmte Chronist und portugiesischer Geschichtsschreiber Fernão Lopes machte in seiner Chronica de el-rei D. Fernando Alfonso Tello für die Niederlage aufgrund seiner Arroganz und Anmaßung verantwortlich. Während der Seeschlacht wurde er gefangen genommen und zusammen mit den anderen, die in der Schlacht auch gefangen genommen wurden, nach Sevilla gebracht. Erst nach dem Krieg wurde Alfonso Tello gemäß den später von den beiden verfeindeten Königen vereinbarten Friedensbedingungen befreit.

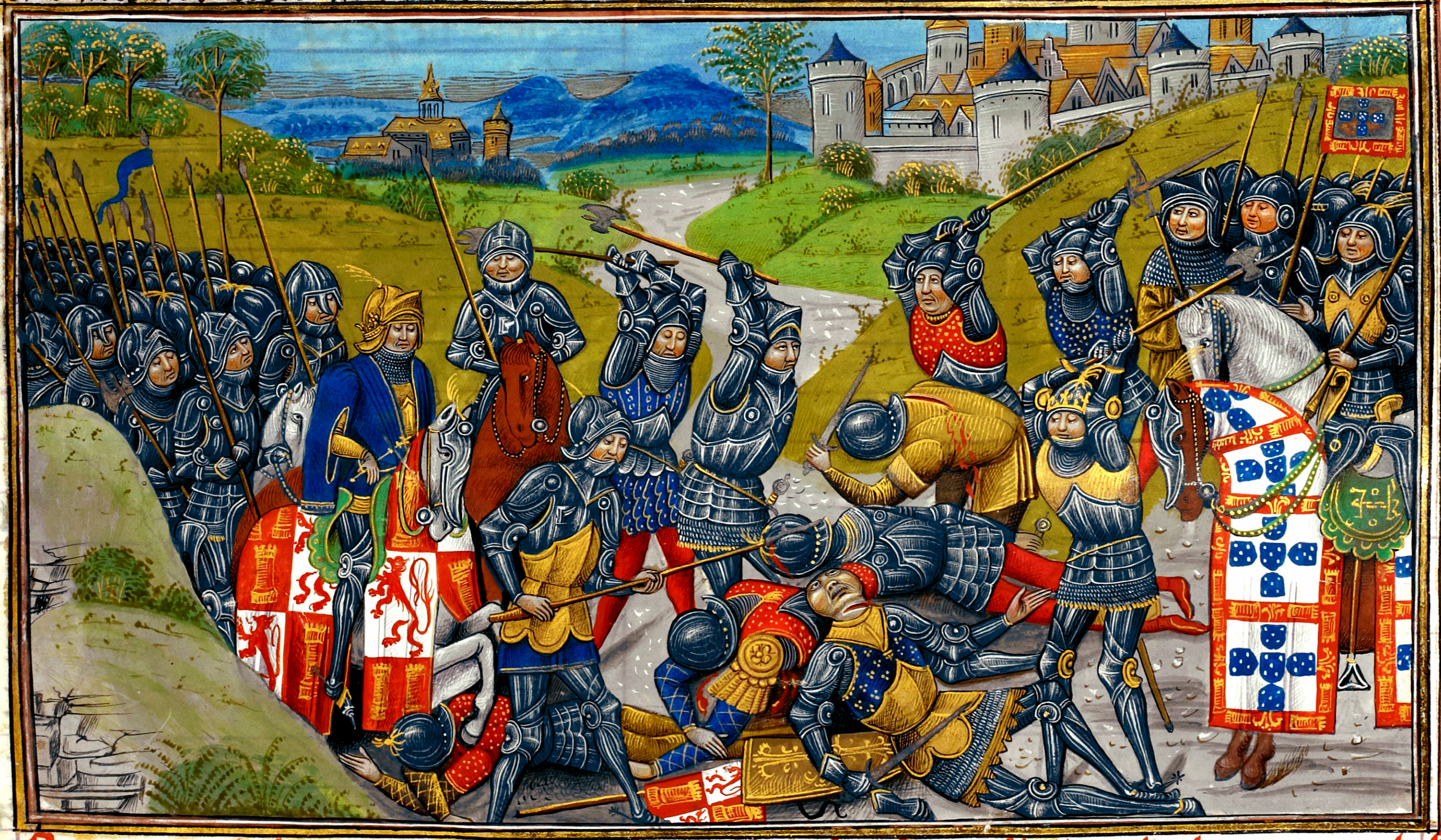
Die Schlacht von Aljubarrota von Jean d’Wavrin (Chronique d’Angleterre)

Nach dem Tod Ferdinands I war er während der Portugiesischen Revolution von 1383, die gegen die pro-kastilische Regierung der Königin Leonore ausbrach aus Furcht vor dem Verlust der Unabhängigkeit Portugals, am Anfang auf der Seite der Aufständischen. Als solcher war Juan Alfonso Tello beteiligt an der Ermordung des Grafen Juan Fernández de Andeiro, Liebhaber der Königin Leonore, und war auch anwesend am 6. Dezember 1383, als der Meister des Ordens von Avis, der Anführer der Aufständischen und zukünftige Johann I. von Portugal, in die Kammer der Königin eindrang und sie stürzte. Später wechselte er die Seiten aufgrund der Gewalttätigkeit des Aufstandes. Er, begleitete daraufhin seine Schwester ins Exil nach Kastilien und unterstützte stattdessen dort den kastilischen König Johann I. von Kastilien in seiner Absicht, den portugiesischen Thron in seine Hand bekommen zu können auf der Basis, dass er verheiratet war mit Beatriz, die älteste Tochter des verstorbenen portugiesischen Königs, der keine Söhne hatte. Dafür ernannte Johann I. ihn zum Graf von Mayorga. Dann beteiligte sich später Juan Alfonso Tello, gemäß seiner Unterstützung gegenüber dem kastilischen König, an der darauffolgenden Invasion der kastilischen Truppen in Portugal, um auf diese Weise die Aufständischen unter der Führung von Johann von Avis besiegen zu können und den Anspruch Johanns I. auf den portugiesischen Thron durchsetzen zu können. Dabei wurde sie während der entscheidenden Schlacht von Aljubarrota endgültig besiegt, wobei Alfonso Tello dabei sein Leben verlor.
Nach der Schlacht, die zum endgültigen Sieg der Aufständischen führte, war er der einzige unter den vielen gefallenen Feinden Portugals auf dem Schlachtfeld, der später auf Befehl des in der Zwischenzeit zum König gewordenen Johann I. von Portugal beerdigt wurde. Dabei wurde er in der Kirche Santa María de Gracia in Santarém begraben.
Graf Juan Alfonso Tello heiratete Beatriz Alfonso de Alburquerque. Sie war die illegitime Tochter von Juan Alfonso de Alburquerque, Oberkanzler des Königs Peter I. von Kastilien, und von María Rodríguez Barba. Eine Schwester von Beatriz, María, war die Ehefrau von Gonzalo Téllez de Meneses, der Bruder von Juan Alfonso Tello. Obwohl er Kinder mit Beatriz Alfonso de Alburquerque hatte, hatte der Graf Alfonso Tello keine Enkelkinder.

## Bibliografie
- Fernández Duro, Cesáreo (1995). La Marina de Castilla. Madrid: Editmex. ISBN 978-84-86228-04-0. (spanisch).
- López de Ayala, Pedro (1780). Crónica de los Reyes de Castilla, Don Pedro, Don Enrique II, Don Juan I, Don Enrique III. Madrid: Imprenta de D. Antonio de Sancha. OCLC 2921347. (spanisch).
- McMurdo, Edward (1888) „The history of Portugal“. Volume 2. (englisch).
- Schäfer, Heinrich (1839). Geschichte von Portugal. Band 2.

| Personendaten    | Personendaten                                 |
| ---------------- | --------------------------------------------- |
| NAME             | Tello, Juan Alfonso VI. Graf von Barcelos     |
| ALTERNATIVNAMEN  | Tello, João Afonso; Telo, João Afonso         |
| KURZBESCHREIBUNG | portugiesischer Admiral, VI Graf von Barcelos |
| GEBURTSDATUM     | 14. Jahrhundert                               |
| STERBEDATUM      | 14. August 1385                               |
| STERBEORT        | Aljubarrota Portugal                          |